# Erhard Albrecht
Erhard Siegfried Albrecht (* 8. Oktober 1925 in Kirchscheidungen; † 3. April 2009 in Greifswald) war ein deutscher marxistischer Philosoph, der in Greifswald gelehrt hat.

## Leben
Der Sohn eines Tierzuchtinspektors und Molkereibetreibers besuchte die Oberrealschule in Landsberg (Warthe) und wurde 1943 zur Wehrmacht einberufen. Nach einer Kriegsverletzung konnte er nach Ablegung des Abiturs in Landsberg ab November 1944 ein Philosophiestudium an der Universität Rostock aufnehmen, das er 1949 als Dr. rer. pol. bei Hermann Duncker abschloss.
Nach dem Krieg wurde er Mitglied der KPD und mit der Zwangsvereinigung von SPD und KPD 1946 Mitglied der SED. Er besuchte die Parteihochschule Kleinmachnow bis 1950 und habilitierte im Folgejahr in Rostock.
1952 wurde Erhard Albrecht Professor für dialektischen und historischen Materialismus (Marxismus) an der Ernst-Moritz-Arndt-Universität Greifswald. In den Folgejahren war er als Gastprofessor u. a. an den Universitäten in Jena und Rostock und als Prorektor tätig. Nach der Hochschulreform bis zu seiner Emeritierung 1990 war er Leiter der Arbeitsgruppe Methodologie, Semiotik, Kommunikationswissenschaft.
Albrecht verstarb am 9. Mai 2009 in Greifswald wie sein Sohn Dr. Klauis Albrecht in einer Todesanzeige informierte.
Auch nach 1990 war Erhard Albrecht Chairman des Arbeitskreises Greifswalder Semiotik.

## Ehrungen
- 1975 Vaterländischer Verdienstorden
- 1979 Nationalpreis der DDR

## Schriften
- Darstellung und Kritik der erkenntnistheoretischen Grundlagen, der Kausalitätsauffassung und der Ethik des Neopositivismus. Landesdruckerei, Rostock 1949. (Promotion Rostock, Gesellschaftswiss. F., vom  16. September 1949)
- Die Wurzeln der vormarxschen Erkenntnistheorie, ihre sozialökonomische bedingte Erkenntnisschranke und deren Durchbrechung durch die marxistische Philosophie. Rostock 1951. (Habilitation Rostock, Phil. F., vom 2. Juni 1951)
- Die Beziehung von Erkenntnistheorie, Logik und Sprache. Niemeyer, Halle (Saale) 1956.
- Beiträge zur Erkenntnistheorie und das Verhältnis von Sprache und Denken. Halle 1959.
- Sprache und Erkenntnis. Logisch-linguistische Analysen. Deutscher Verlag der Wissenschaften, Berlin 1967.
- Bestimmt die Sprache unser Weltbild? Zur Kritik der gegenwärtigen bürgerlichen Sprachphilosophie. Akademie Verlag, Berlin 1972. (= Zur Kritik der bürgerlichen Ideologie 19)
- Sprache und Philosophie.  Deutscher Verlag der Wissenschaften, Berlin 1975
- N. I. Kondakow: Wörterbuch der Logik. Hrsg. der deutschen Ausgabe Erhard Albrecht, Günter Asser. Verlag das europäische Buch, Westberlin 1978, ISBN 3-920303-80-6 (Verlag Enzyklopädie, Leipzig 1978)
- Weltanschauung und Erkenntnistheorie in der klassischen bürgerlichen Philosophie. Deutscher Verlag der Wissenschaften, Berlin 1981
- Sprachphilosophie. Deutscher Verlag der Wissenschaften, Berlin 1991. Inhaltsverzeichnis